# Скит на летних Олимпийских играх 1976 года
Спортивное соревнование по стрельбе, проводившееся в рамках программы стрелковой программы на летних Олимпийских играх 1976 года. Это было третье выступление на мероприятии для данного вида. Соревнования проходили с 22 по 24 июля 1976 года на стрельбищах в Монреале. В соревнованиях приняли участие 68 стрелков из 39 стран.

## Пьедестал
- Йозеф Паначек (Чехословакия): 198 (финал 25+25)
- Эрик Свинкелс (Нидерланды): 198 (финал 25+24)
- Веслав Гавликовский (Польша)

Единственный советским представитель Юрий Цуранов  стал десятым.